# Schloss Kaltenberg

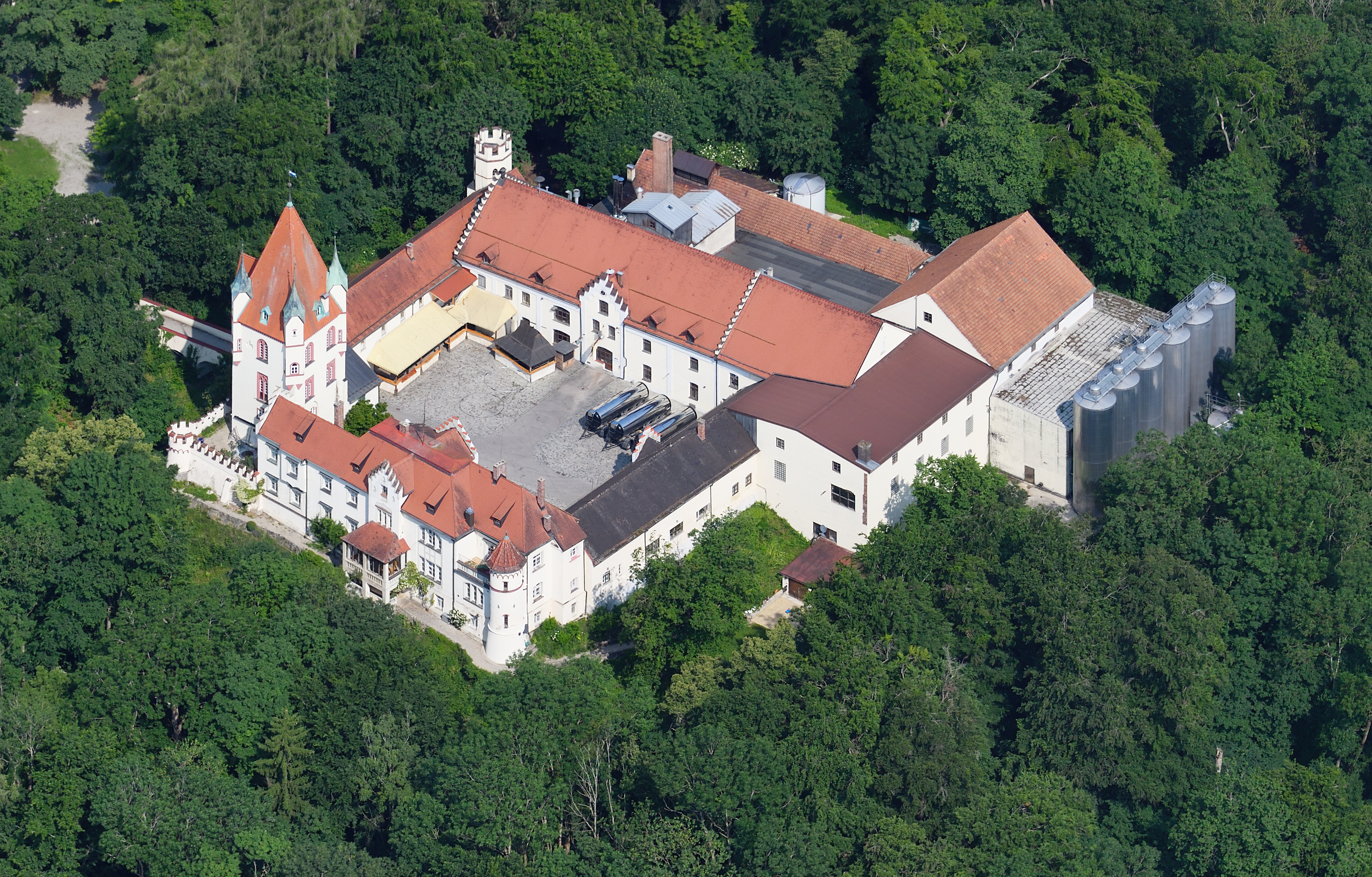
Schloss Kaltenberg aus der Luft gesehen

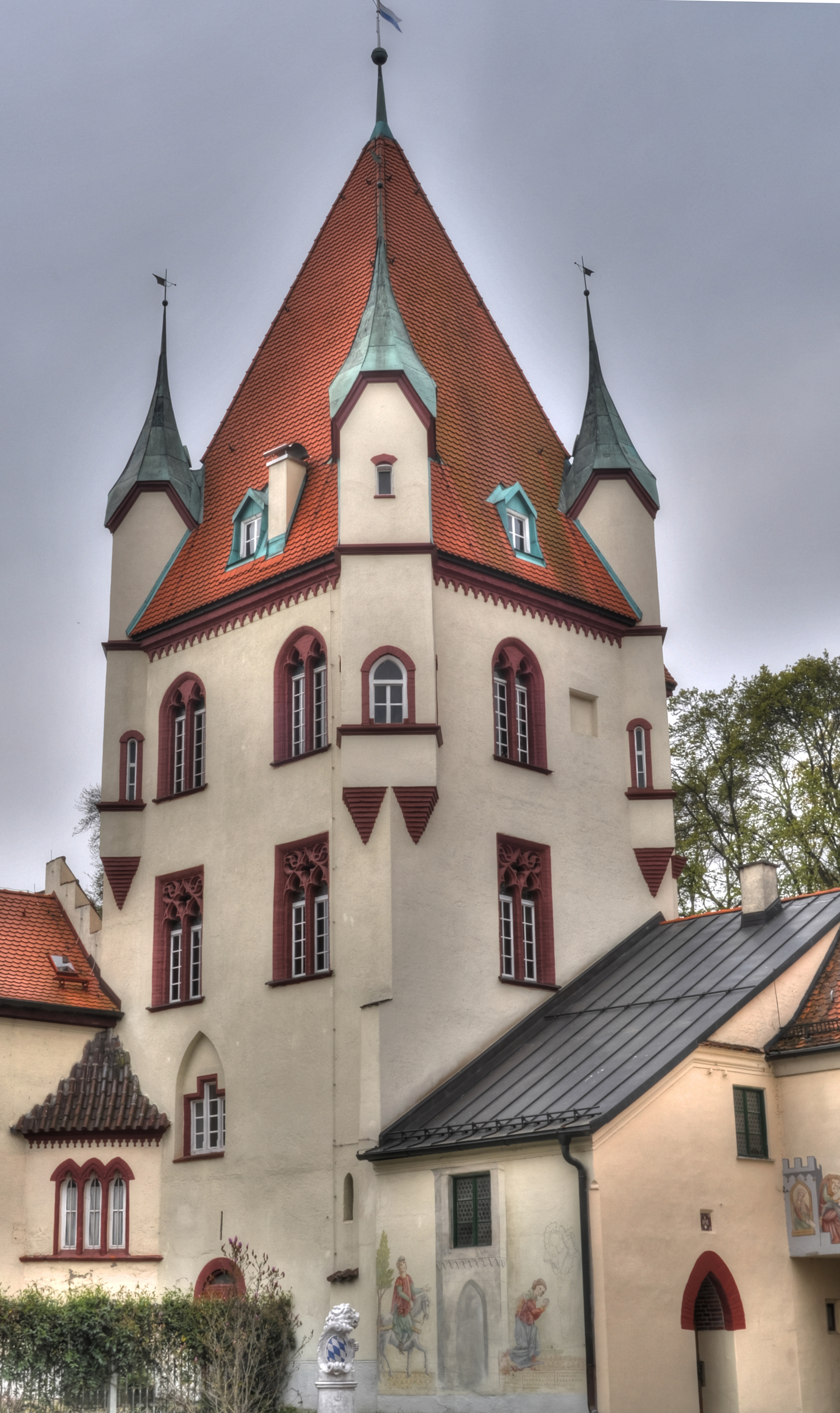
Schloss Kaltenberg

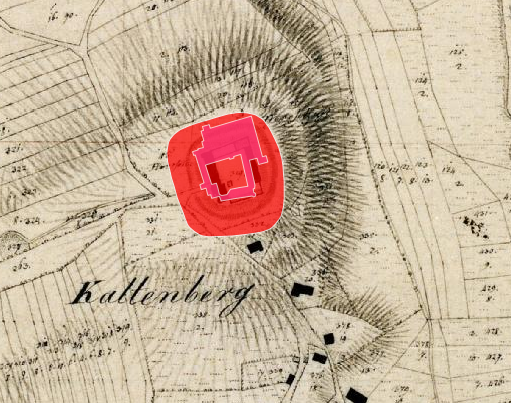
Lageplan von Schloss Kaltenberg auf dem Urkataster von Bayern

Das Schloss Kaltenberg im gleichnamigen Dorf Kaltenberg innerhalb der Gemeinde Geltendorf wurde im Jahre 1292 erbaut und befindet sich heute im Eigentum von Luitpold Prinz von Bayern, dem Urenkel des letzten bayerischen Königs Ludwig III.
Schloss Kaltenberg, welches auch Veranstaltungsort des Kaltenberger Ritterturniers ist, liegt in der Nähe des Ammersees im oberbayerischen Landkreis Landsberg am Lech unweit der Landeshauptstadt München (ca. 55 km) und der Großen Kreisstadt Landsberg am Lech (ca. 19 km).
Die Anlage ist unter der Aktennummer D-1-81-122-18 als denkmalgeschütztes Baudenkmal von Kaltenberg verzeichnet. Ebenso wird sie als Bodendenkmal unter der Aktennummer D-1-7831-0117 im Bayernatlas als „untertägige spätmittelalterliche und frühneuzeitliche Befunde im Bereich von Schloss Kaltenberg und seiner Vorgängerbauten“ geführt.

## Geschichte
Das Schloss wurde 1292 durch Rudolf I., Herzog von Oberbayern und Pfalzgraf bei Rhein, erbaut. Im Jahr 1296 wurde es bei einer Familienfehde der Hegnenberger zerstört. Um 1300 befand es sich im Besitz der Rohrbacher zu Hegnenberg. Um 1425 wurde es durch den Augsburger Patrizier Peter Rehlinger wieder aufgebaut.
1469 bis 1612 war es im Besitz der Hundt zu Lautterbach und Sulzemoos. 1514 wurde der bayerische Geschichtsschreiber und Staatsmann Wiguläus Hundt im Schloss geboren. 1612 erfolgte die Übernahme durch die Landsberger Jesuiten. Im Jahr 1633 wurde das Schloss im Dreißigjährigen Krieg durch die Schweden zerstört. 1781 übernahm der Malteserorden das Schloss.
Im Jahr 1808 wurde Schloss Kaltenberg Staatsbesitz. In den Jahren 1822–1845 waren die Grafen von Hegnenberg-Dux die Schlossherren, wohnten dort aber und nutzen nur die Ziegelei. Von 1841 bis 1854 gestaltete der königliche Ingenieur-Geograph Johann Adolph Sommer, Schwager des Malers Lorenzo Quaglio, das Schloss im gotisierenden Stil um. Der markante Südwestturm mit dem Torbau erhielt seine heutige Gestalt. Zwischen 1854 und 1876 hatte das Schloss wechselnde Besitzer: Nikolaus Hofmann, Paul Radlmayr, Anton Heilmair, Georg Heilmair. Von 1876 bis 1916 besaß die Familie von Willibald Schloss Kaltenberg. Sigmund von Willibald erbaute 1876 die Schlossbrauerei Kaltenberg.
Von 1916 bis 1939 im Besitz der Familie Schülein, betrieb Joseph Schülein (1854–1938) – zuletzt unterstützt von seinem Sohn Fritz – mit großem Erfolg Brauerei und Schlossgut, zu dem auch Torfstich und Schafzucht im Emminger Moos gehören. Im Februar 1939 wurde Fritz Schülein im Rahmen der Arisierung enteignet und am 10. November 1938 in Dachau interniert. Gut Kaltenberg wurde der Regierung von Oberbayern unterstellt. 1948 erfolgte die Restitution an Fritz Schülein nach langwierigen Verhandlungen mit der Entschädigungsbehörde. 1954 wurde Schloss Kaltenberg an das Haus Wittelsbach verkauft.
Das Schloss ist heute Wohnsitz von Luitpold Prinz von Bayern und dessen Familie. Es dient aber auch als Veranstaltungsraum und beherbergt zwei Restaurants.

## Baubeschreibung
Die vierflügelige Anlage geht weitgehend auf den Umbau des 19. Jahrhunderts zurück, der ab 1841 vom damaligen Besitzer Johann Adolph Sommer in Auftrag gegeben wurde. Von der mittelalterlichen Anlage haben sich noch die Gräben erhalten. Der Kernbau des Westflügels geht auf die Landsberger Jesuiten zurück (17. Jahrhundert).
Neben dem Torbau fällt besonders der neugotische „Bergfried“ mit seinen kleinen Ecktürmchen ins Auge. Die Fresken mit Motiven aus dem Codex Manesse entstanden erst im Zusammenhang mit den jährlichen Ritterspielen und sind noch teilweise unvollendet.
Vor dem Hauptschloss liegt der große Gutsbezirk, dessen schlichte Wohn- und Wirtschaftsbauten ebenfalls meist im 19. Jahrhundert entstanden. Das Gelände um das Hauptschloss ist dicht bewaldet. Eine neuzeitliche Brücke ermöglicht den Zutritt über den Halsgraben.

## König Ludwig Schlossbrauerei
Seit dem Jahr 1876 beherbergt Schloss Kaltenberg einen Teil der Braustätten der König Ludwig Schlossbrauerei. Gebraut werden hier 100.000 Hektoliter Bier pro Jahr. Weitere (größere) Braustätte ist das 20 km entfernte Fürstenfeldbruck.

## Veranstaltungen

### Kaltenberger Ritterturnier
Im Jahr 1979 veranstaltete Luitpold Prinz von Bayern das erste Ritterturnier auf Schloss Kaltenberg. Die Kaltenberger Ritterturniere auf dem Schlossgelände werden jährlich an neun Veranstaltungstagen von bis zu über hunderttausend Menschen besucht und haben das kleine Landschloss überregional bekannt gemacht. Die Hauptveranstaltung findet in einer Turnierarena unterhalb des Schlosses statt, die 2006 nochmals erweitert und 2015 teilweise überdacht wurde.

### Puls Open Air
Auf dem weitläufigen Gelände des Schlosses findet seit 2016 auch jährlich im Juni das dreitägige Rockfestival Puls Open Air mit fünf Bühnen statt, eng verbunden mit dem Jugendkanal PULS des Bayerischen Rundfunks.